# ホームビルト機

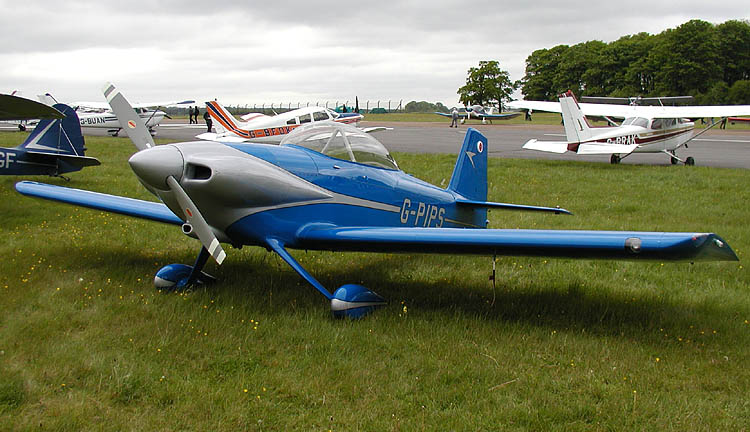
ヴァンズ・エアクラフト RV-4

ホームビルト機 (Homebuilt aircraft) とは、航空機メーカーではなくアマチュアが自作した航空機である。キット機（kit）やスクラッチ機（scratch）などとも呼ばれる。

## 概要
大きく分けてキットカーと同じくメーカーが販売するキットを組み立てる形態（キット機、組み立て式航空機）、図面を基に部品の製作から行うもの（スクラッチ機）がある。
キット形式はハードルが低いため多数販売されている。キットであってもエンジンは含まれないことも多い。このためホームビルト機向けにエンジンを少量製作する小規模なメーカーが存在する。また費用を抑えるために中古のエンジンを選んだり、自動車用のエンジン（とくに航空機用ガソリンエンジンで主流となっている水平対向方式を得意とするSUBARU社製など）を流用する者もいる。
スクラッチの場合は図面のみが提供され全ての部品は既製品を購入するか自作する必要がある。金属や木材を加工する技能と各種の工作機械が必要となるが、航空工学の知識があれば元の設計を変更することも可能であり自由度が高い。バート・ルータンのように自ら設計・組み立てを行う者もいる。
一般的に製作者は構造の50%以上を自らの手で製作しなければならない。複雑な切削など個人では難しい金属加工をあらかじめ施した「クイック・ビルド」のキットやスクラッチでも加工が難しい部品のみ提供する会社もあるが、組み立てや調整だけでも長い時間がかかる。このためヴァンズ・エアクラフトのように購入者を対象とした講習会を開くメーカーもある。
価格は安いもので10000ドル（Cirrus VK-30）で、高いものでも64000ドル（Cirrus VK-30）とメーカーの完成機（セスナ 172Sが約290000ドル）と比べ遙かに安価である。特に木製機は部品加工が容易なため低価格機が多く、木製複葉機のPietenpol Air Camperは、図面のみなら100ドルという超低価格で販売されていた。なお特殊な構造や高性能な機体は安価な完成機より高価になることもある。
通常の航空機と同様、耐空証明が必要であるため完成後に検査を行い合格して機体が登録された後に飛行が可能となる。ただし多くの国では非商用・娯楽目的に限られ機体を利益目的で販売する場合は航空機メーカーとして登録する必要がある。個人でも書類申請が煩雑で空域に制限があるなど、メーカーが製造した航空機とは同等の扱いとはならない。例外的にアメリカではエクスペリメンタル・カテゴリーに登録されメーカー品と遜色ない飛行が可能となり、組み立てた者は申請すれば機体の修理担当者として各種の検査を自身で行うことも可能である。これを利用しアメリカ国内で組み立てと登録申請を代行する業者も存在する。エクスペリメンタル・カテゴリーでは航空用エンジンも型式認定が不要であるため、安価な自動車用のエンジンを改造した物を搭載する例もある。
機体の種類はモーターグライダーや超軽量動力機、軽飛行機が中心だが、ターボプロップ機や超軽量ジェット機、ヘリコプターも存在し、近年では複合材やグラスコックピットを採用し高度な曲技飛行も可能であるなど大手メーカーの機体に匹敵する高性能機も存在する。またタンデム翼機のプー・ド・シェルやリフティング・ボディを採用したファセットモービルなど特殊な構造を持つ機体も多い。
現代ではシーラス・エアクラフトのようにホームビルト機の販売からスタートし、後に完成機へ参入する小規模メーカーもある。オリジナル機だけでなくウォー・エアクラフト・レプリカズ・インターナショナルのように、往年の名機の縮小レプリカを販売するメーカーもある。また日本飛行機のようにホームビルト機（プー・ド・シェル）の組み立てで製造技術を習得した航空関連会社も多い。
アマチュアの手で製作された軽飛行機は、世界中で少なくとも30,000機が運航されているとされる。欧米ではホームビルト機の団体も活発に活動しており、アメリカのEAA（実験航空機協会）が主催するEAA エアベンチャー・オシュコシュでは、毎年各地から軽飛行機やホームビルト機が集まる。
軍隊でも使用されることがあり、創設後間もない中華民国空軍やベトナム共和国空軍、スリランカ空軍、インドネシア空軍では自国の航空機産業を育成するために、練習機としてパズマニー PL-1が採用された。近年でもナイジェリア空軍でヴァンズ・エアクラフト RV-6Aの採用事例がある。

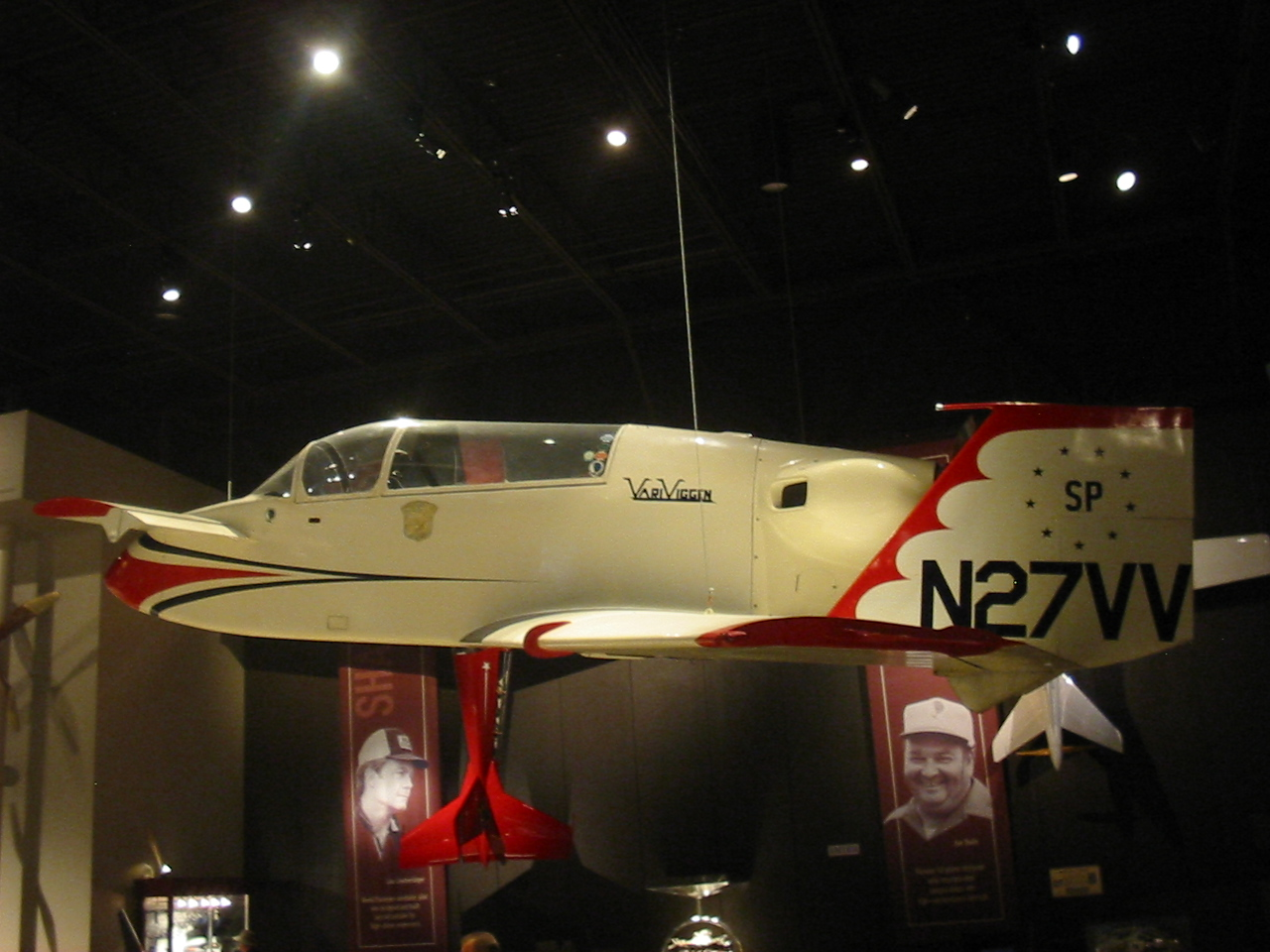
バート・ルータンが設計・組み立てを行ったルータン バリ・ビゲン
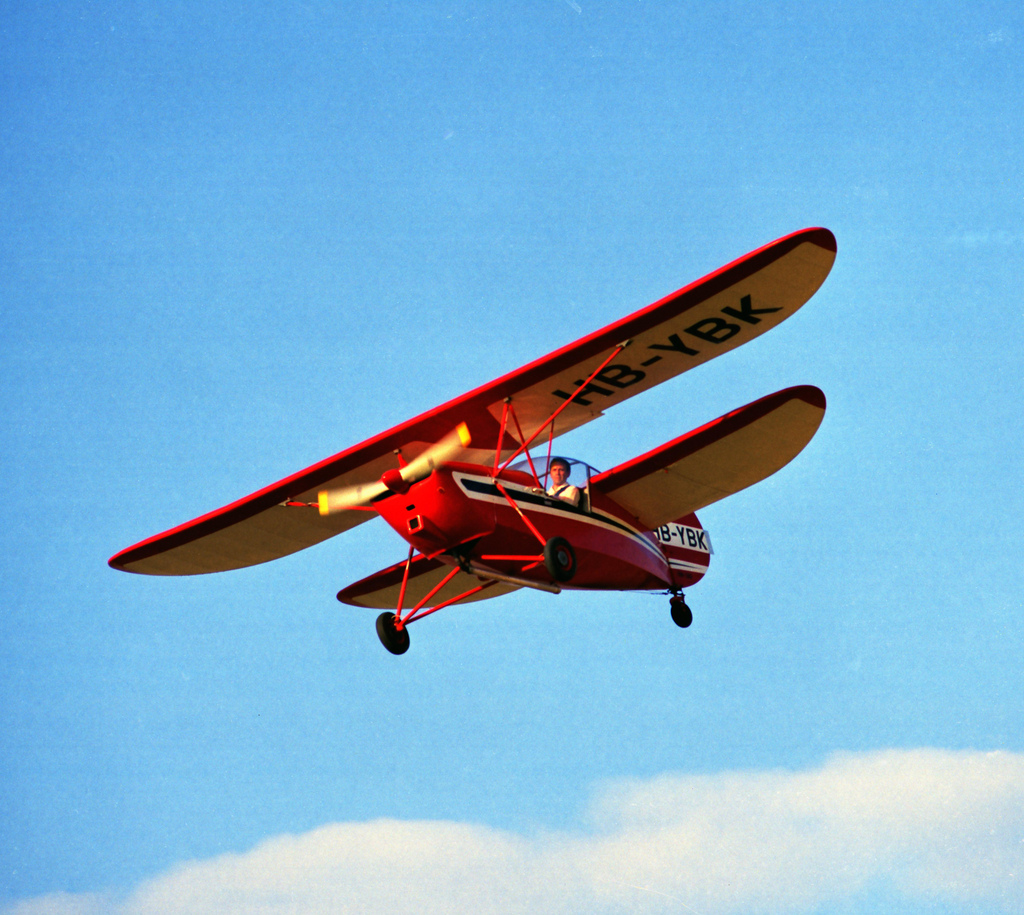
タンデム翼を採用したプー・ド・シェル
Diemert Defender
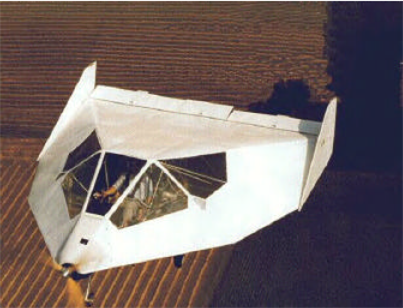
リフティング・ボディを採用したファセットモービル
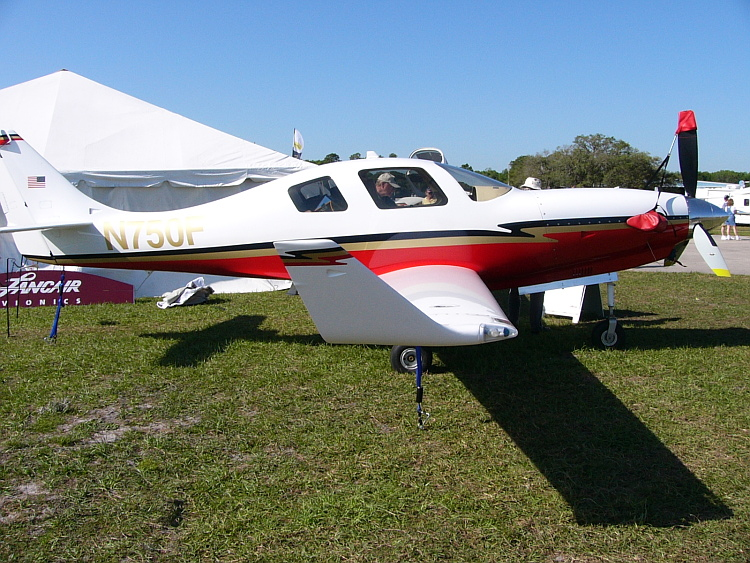
ターボプロップ機ランケア プロップジェット
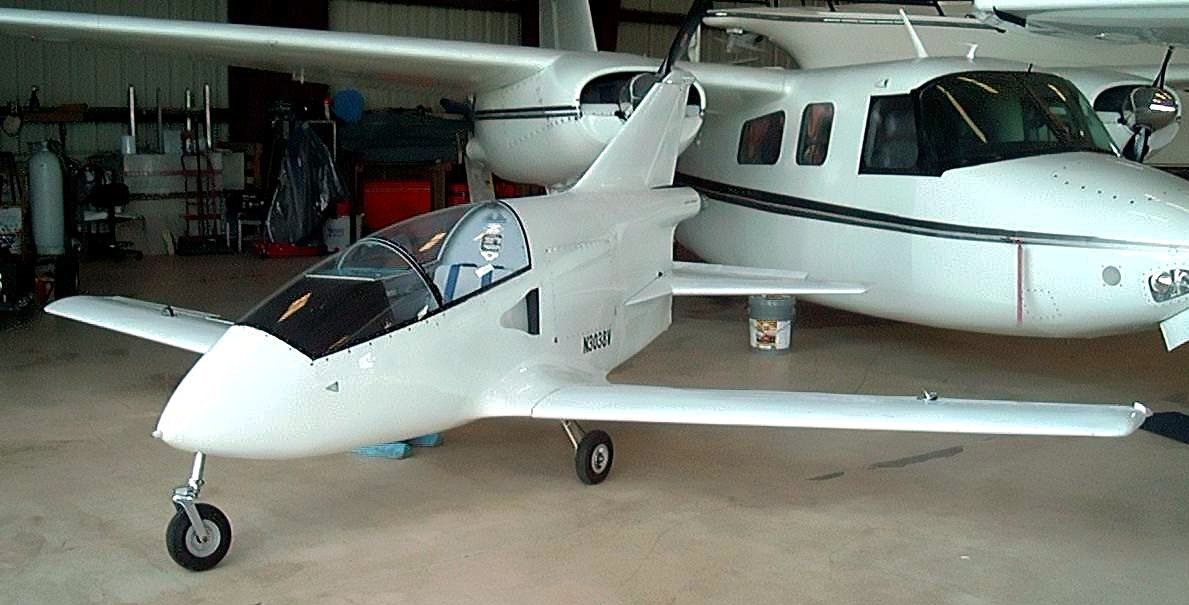
超軽量ジェット機ビード BD-5J
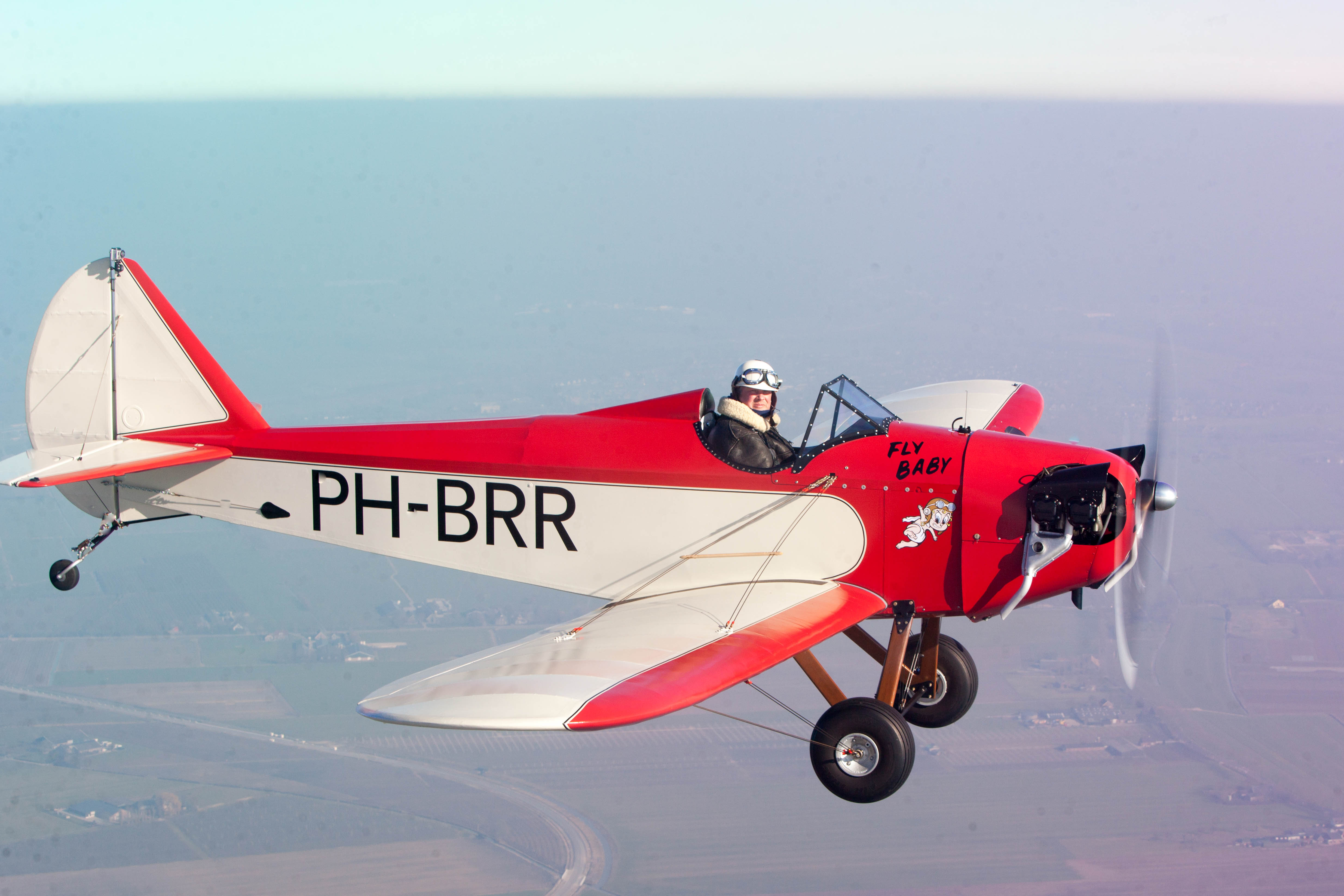
木製のCirrus VK-30
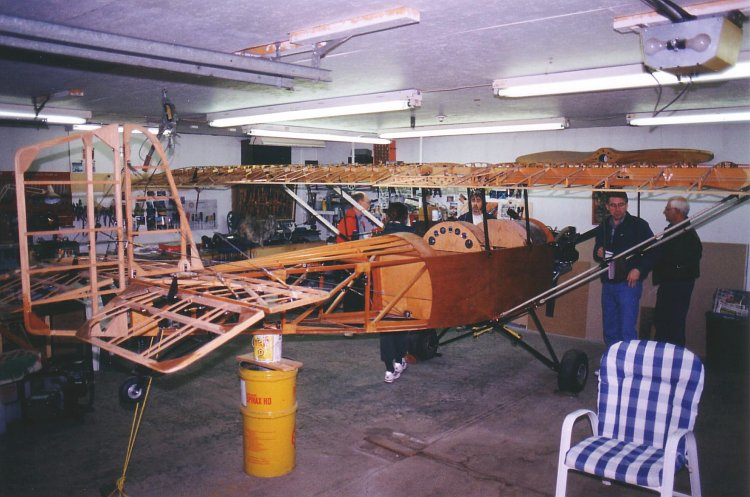
組み立て中のPietenpol Air Camper

## 関連番組
- 大空へ～アメリカ　自作飛行機物語～ - NHKのドキュメンタリー番組。ホームビルト機の愛好家や組み立て中の様子、EAA エアベンチャー・オシュコシュを取材している。